# هو.زهاوجون
هو.زهاوجون (بالصينية: 胡兆军) (1 مارس 1981 بداليان في الصين - ) هو لاعب كرة قدم صيني في مركز الوسط. شارك مع منتخب الصين لكرة القدم. أما مع النوادي، فقد لعب مع داليان ييفانغ وغوانغجو إفرغراند تاوباو ونادي داليان شيده وDalian Transcendence F.C. ‏ وBeijing Sport University F.C. ‏.

## وصلات خارجية
- هو.زهاوجون على موقع قاعدة بيانات كرة القدم.إي يو (الإنجليزية)
- هو.زهاوجون على موقع ناشيونال فوتبول تيمز (الإنجليزية)
- هو.زهاوجون على موقع Soccerway.com (الإنجليزية)